# Хиппер, Франц фон
Франц Ри́ттер фон Хи́ппер (нем. Franz Ritter von Hipper, 13 сентября 1863 — 25 мая 1932) — адмирал германского флота. (Риттер — «рыцарь» — немецкий дворянский титул, аналогичный французскому — шевалье.)

## Биография
Командовал авангардом германского флота открытого моря в Ютландском сражении, одном из крупнейших морских сражений в истории.
Будущий адмирал родился в баварском городе Вайльхайм-ин-Обербайерн, в 18-летнем возрасте поступил кадетом на службу в германский ВМФ. Первоначально он служил на пароходофрегате SMS Niobe (1849). С 1884 по 1903 годы он командовал миноносцами, а потом получил под своё начало броненосный крейсер «Фридрих Карл» типа «Принц Адальберт». В 1912 году Хиппер получил звание контр-адмирала, а в 1913 году стал командиром разведывательных сил флота открытого моря. 12 августа 1918 Хиппер был назначен командующим Флотом открытого моря и получил звание адмирала.
После поражения Германии и интернирования флота, 13 декабря 1918 вышел в отставку с полным пенсионом. После войны не принимал активного участия в политической жизни. 
Скончался 25 мая 1932 года, был кремирован и похоронен в своем родном городе Вайльхайма, в соответствии с его пожеланиями.
В честь адмирала Хиппера был назван построенный в 1937 году тяжелый крейсер «Адмирал Хиппер».

## Награды
- Железный крест (1914) 2-го и 1-го класса (Королевство Пруссия)
- Орден Красного орла 2-го класса со звездой, дубовыми листьями и мечами (Королевство Пруссия)
- Орден Короны 2-го класса (Королевство Пруссия)
- Крест «За выслугу лет» (за 25 лет беспорочной службы) (Королевство Пруссия)
- Орден «Pour le Mérite» (5 июня 1916) (Королевство Пруссия)
- Военный орден Максимилиана Иосифа командорский крест (Королевство Бавария)
- Орден «За военные заслуги» 2-го класса со звездой и мечами (Королевство Бавария)
- Орден Альбрехта командорский крест 1-го класса с мечами (Королевство Саксония)
- Орден «За военные заслуги» командорский крест (Королевство Вюртемберг)
- Крест «За военные заслуги» 1-го класса (Великое герцогство Мекленбург-Шверин)
- Крест Фридриха Августа 1-го класса (Великое герцогство Ольденбург)
- Орден Белого сокола рыцарский крест 1-го класса (Великое герцогство Саксен-Веймар-Эйзенах)
- Ганзейский крест Бремена, Гамбурга и Любека
- Орден Святого Станислава 2-й степени